# 황산 납(II)
황산납(II)(Lead(II) sulfate)은 화학식 PbSO4을 갖는 백색 고체이다.
배터리가 방전될 때 자동차 배터리판에서 볼 수 있다. 황산납은 물에 잘 용해되지 않는다.

## 응용
- 납 축전지[6]
- 안료[6]
- 실험실 시약[6]